# Grand Prix Velké Británie 1999
Grand Prix Velké Británie LII. RAC British Grand Prix
- 11. červenec 1999
- Okruh Silverstone
- 60 kol x 5,140 km = 308,296 km
- 638. Grand Prix
- 5. vítězství Davida Coultharda
- 120. vítězství pro McLaren

## Výsledky
| Pozice | Jezdec                | Vůz            | Čas         |
| ------ | --------------------- | -------------- | ----------- |
| 1      | David Coulthard       | McLaren MP4/14 | 1:32'30.144 |
| 2      | Eddie Irvine          | Ferrari F399   | á 0:01,829  |
| 3      | Ralf Schumacher       | Williams FW21  | á 0:27,411  |
| 4      | Heinz-Harald Frentzen | Jordan 199     | á 0:27,789  |
| 5      | Damon Hill            | Jordan 199     | á 0:38,606  |
| 6      | Pedro Diniz           | Sauber C19     | á 0:53,643  |
| 7      | Giancarlo Fisichella  | Benetton B199  | á 0:54,614  |
| 8      | Rubens Barrichello    | Stewart SF3    | á 1:08,590  |
| 9      | Jarno Trulli          | Prost AP02     | á 1:12,045  |
| 10     | Alexander Wurz        | Benetton B199  | á 1:12,123  |
| 11     | Alessandro Zanardi    | Williams FW21  | á 1:17,124  |
| 12     | Johnny Herbert        | Stewart SF3    | á 1:17,709  |
| 13     | Olivier Panis         | Prost AP02     | á 1:17,709  |
| 14     | Jean Alesi            | Sauber C19     | á 1 kolo    |
| 15     | Marc Gene             | Minardi M01    | á 2 kola    |
| 16     | Toranosuke Takagi     | Arrows FA20    | á 2 kola    |
| Kolo   | Odstoupili            | -              | -           |
| 41     | Riccardo Zonta        | BAR 001        | Suspenzor   |
| 36     | Mika Häkkinen         | McLaren MP4/14 | Kolo        |
| 30     | Jacques Villeneuve    | BAR 001        | Motor       |
| 7      | Luca Badoer           | Minardi M01    | Převodovka  |
| 2      | Pedro de la Rosa      | Arrows FA20    | Převodovka  |
| 1      | Michael Schumacher    | Ferrari F399   | Havárie     |

### Nejrychlejší kolo
- Mika Häkkinen McLaren 1'28309

### Vedení v závodě
- 1-24 kolo Mika Häkkinen
- 25-26 kolo Eddie Irvine
- 27-42 kolo David Coulthard
- 43-44 kolo Heinz-Harald Frentzen
- 45 kolo Damon Hill
- 46-60 kolo David Coulthard

### Safety car
- 1-2 kolo problémy Pedra de la Rosi na Startu
- 32 kolo utržené kolo z vozu Häkkinena

### Postavení na startu
- červeně – Michael Schumacher nenastoupil k opakovanému startu poté, co při nehodě utrpěl zlomeninu pravé nohy

| 1. řada  | 1                                      | 2                                   |
|          | Mika Häkkinen McLaren 1'24.804         | Michael Schumacher Ferrari 1'25.223 |
| 2. řada  | 3                                      | 4                                   |
|          | David Coulthard McLaren 1'25.594       | Eddie Irvine Ferrari 1'25.677       |
| 3. řada  | 5                                      | 6                                   |
|          | Heinz-Harald Frentzen Jordan 1'25.991  | Damon Hill Jordan 1'26.099          |
| 4. řada  | 7                                      | 8                                   |
|          | Rubens Barrichello Stewart 1'26.194    | Ralf Schumacher Williams 1'26.438   |
| 5. řada  | 9                                      | 10                                  |
|          | Jacques Villeneuve BAR 1'26.719        | Jean Alesi Sauber 1'26.761          |
| 6. řada  | 11                                     | 12                                  |
|          | Johnny Herbert Stewart 1'26.873        | Pedro Diniz Sauber 1'27.196         |
| 7. řada  | 13                                     | 14                                  |
|          | Alessandro Zanardi Williams 1'27.223   | Jarno Trulli Prost 1'27.227         |
| 8. řada  | 15                                     | 16                                  |
|          | Olivier Panis Prost 1'27.699           | Riccardo Zonta BAR 1'27.699         |
| 9. řada  | 17                                     | 18                                  |
|          | Giancarlo Fisichella Benetton 1'27.857 | Alexander Wurz Benetton 1'28.010    |
| 10. řada | 19                                     | 20                                  |
|          | Toranosuke Takagi Arrows 1'28.037      | Pedro de la Rosa Arrows 1'28.148    |
| 11. řada | 21                                     | 22                                  |
|          | Luca Badoer Minardi 1'28.695           | Marc Gene Minardi 1'28.772          |
| -------- | -------------------------------------- | ----------------------------------- |

### Zajímavosti
- 25. vítězství pro motor Mercedes

| Pole position  | Vítězství          | Nejrychlejší kolo |
| Finsko         | Spojené království | Finsko            |
| Mika Häkkinen  | David Coulthard    | Mika Häkkinen     |
| McLaren MP4/14 | McLaren MP4/14     | McLaren MP4/14    |
| 1'24.804       | 1:32'30.144        | 1'28.309          |
| 218.197 km/h   | 200.038 km/h       | 209.537 km/h      |
| -------------- | ------------------ | ----------------- |

### Stav MS
- Zelená - vzestup
- Červená - pokles

| *  | Jezdec                | Body |
| -- | --------------------- | ---- |
| 1  | Mika Häkkinen         | 40   |
| 2  | Michael Schumacher    | 32   |
| 3  | Eddie Irvine          | 32   |
| 4  | Heinz-Harald Frentzen | 26   |
| 5  | David Coulthard       | 22   |
| 6  | Ralf Schumacher       | 19   |
| 7  | Giancarlo Fisichella  | 13   |
| 8  | Rubens Barrichello    | 10   |
| 9  | Damon Hill            | 5    |
| 10 | Johnny Herbert        | 2    |
| 11 | Pedro Diniz           | 2    |
| 12 | Pedro de la Rosa      | 1    |
| 13 | Olivier Panis         | 1    |
| 14 | Jean Alesi            | 1    |
| 15 | Alexander Wurz        | 1    |
| 16 | Jarno Trulli          | 1    |

| * | Vozy     | Body |
| - | -------- | ---- |
| 1 | Ferrari  | 64   |
| 2 | McLaren  | 62   |
| 3 | Jordan   | 31   |
| 4 | Williams | 19   |
| 5 | Benetton | 14   |
| 6 | Stewart  | 12   |
| 7 | Sauber   | 3    |
| 8 | Prost    | 2    |
| 9 | Arrows   | 1    |

| * | Jezdec         | Body |
| - | -------------- | ---- |
| 1 | Německo        | 77   |
| 2 | Velká Británie | 61   |
| 3 | Finsko         | 40   |
| 4 | Itálie         | 14   |
| 5 | Brazílie       | 12   |
| 6 | Francie        | 2    |
| 7 | Španělsko      | 1    |
| 8 | Rakousko       | 1    |